# Artabazos (almirall)
Artabazos va ser un general persa a les ordres d'Artaxerxes I de Pèrsia que el va enviar amb una flota a Egipte per sufocar la revolta d'Inaros l'any 462 aC. Va arribar fins a Memfis i va aconseguir l'objectiu, segons diu Diodor de Sicília.
L'any 450 aC era un dels comandants de la flota persa a aigües de Xipre, que lluitaven contra Cimó II.